# Sebastián Valdéz
Sebastián Anibal Valdéz (Buenos Aires, Argentina; 6 de noviembre de 1995) es un futbolista argentino. Juega de Defensa (fútbol) y su equipo actual es el Club Atlético Independiente de la Primera División de Argentina.

## Trayectoria
Váldez comenzó su carrera en el Los Andes de la Primera B Nacional. Debutó en la segunda categoría el 2 de junio de 2016 ante Villa Dálmine. Fu ganando titularidad las siguientes temporadas.
El 13 de agosto de 2020, Valdéz fichó en el Club Almagro de la segunda división.
Tras tres campañas en Almagro, el defensor dio el salto a primera y firmó contrato en el Central Córdoba (SdE).
Después de 2 años en Central Córdoba, Valdez llega con su pase en mano y firma por 3 años con independiente

## Estadísticas
Actualizado al último partido disputado el 16 de marzo de 2024.
| Club                            | Div.          | Temporada     | Liga  | Liga  | Copas nacionales | Copas nacionales | Copas internacionales | Copas internacionales | Total | Total |
| Club                            | Div.          | Temporada     | Part. | Goles | Part.            | Goles            | Part.                 | Goles                 | Part. | Goles |
| ------------------------------- | ------------- | ------------- | ----- | ----- | ---------------- | ---------------- | --------------------- | --------------------- | ----- | ----- |
| Los Andes Argentina             | 2.ª           | 2016          | 1     | 0     | —                | —                | —                     | —                     | 1     | 0     |
| Los Andes Argentina             | 2.ª           | 2016-17       | 12    | 0     | —                | —                | —                     | —                     | 12    | 0     |
| Los Andes Argentina             | 2.ª           | 2017-18       | 18    | 0     | —                | —                | —                     | —                     | 18    | 0     |
| Los Andes Argentina             | 2.ª           | 2018-19       | 20    | 0     | —                | —                | —                     | —                     | 20    | 0     |
| Los Andes Argentina             | 3.ª           | 2019-20       | 21    | 2     | —                | —                | —                     | —                     | 21    | 2     |
| Los Andes Argentina             | Total club    | Total club    | 72    | 2     | 0                | 0                | 0                     | 0                     | 72    | 2     |
| Almagro Argentina               | 2.ª           | 2020-21       | 7     | 0     | —                | —                | —                     | —                     | 7     | 0     |
| Almagro Argentina               | 2.ª           | 2021          | 22    | 0     | —                | —                | —                     | —                     | 22    | 0     |
| Almagro Argentina               | 2.ª           | 2022          | 30    | 0     | —                | —                | —                     | —                     | 30    | 0     |
| Almagro Argentina               | Total club    | Total club    | 59    | 0     | 0                | 0                | 0                     | 0                     | 59    | 0     |
| Central Córdoba (SdE) Argentina | 1.ª           | 2023          | 14    | 0     | 1                | —                | —                     | —                     | 15    | 0     |
| Central Córdoba (SdE) Argentina | 1.ª           | 2024          | 36    | 0     | 4                | —                | —                     | —                     | 40    | 0     |
| Central Córdoba (SdE) Argentina | Total club    | Total club    | 50    | 0     | 5                | 0                | 0                     | 0                     | 55    | 0     |
| Independiente Argentina         | 1.ª           | 2025          | 10    | 0     | 1                | —                | —                     | —                     | 11    | 0     |
| Independiente Argentina         | Total club    | Total club    | 10    | 0     | 1                | 0                | 0                     | 0                     | 11    | 0     |
| Total carrera                   | Total carrera | Total carrera | 191   | 2     | 6                | 0                | 0                     | 0                     | 197   | 2     |

## Palmarés

### Títulos nacionales
| Título         | Equipo                | Sede     | Año  |
| -------------- | --------------------- | -------- | ---- |
| Copa Argentina | Central Córdoba (SdE) | Santa Fe | 2024 |